# Liste der Bodendenkmale in Wriezen
In der Liste der Bodendenkmale in Wriezen sind alle Bodendenkmale der brandenburgischen Stadt Wriezen und ihrer Ortsteile aufgelistet. Grundlage ist die Veröffentlichung der Landesdenkmalliste mit dem Stand vom 31. Dezember 2020.
Die Baudenkmale sind in der Liste der Baudenkmale in Wriezen aufgeführt.

## Bodendenkmale
| Gemarkung                     | Flur              | Kurzansprache | Bodendenkmalnummer | Bemerkung | Bild |
| ----------------------------- | ----------------- | --- | ------------------ | --------- | ---- |
| Wriezen (Lage)                | 11                | Einzelfund Neolithikum, Siedlung slawisches Mittelalter | 60048              |           |      |
| Rathsdorf, Wriezen (Lage)     | 2, 3, 10          | Siedlung Eisenzeit, Siedlung slawisches Mittelalter, Siedlung Bronzezeit, Gräberfeld Bronzezeit, Siedlung Neolithikum, Gräberfeld Eisenzeit                                                                                                | 60147              |           |      |
| Wriezen (Lage)                | 12                | Gräberfeld Bronzezeit, Gräberfeld römische Kaiserzeit | 60148              |           |      |
| Wriezen (Lage)                | 4, 12             | Siedlung Bronzezeit, Siedlung Eisenzeit | 60149              |           |      |
| Wriezen (Lage)                | 12                | Gräberfeld Bronzezeit, Gräberfeld Eisenzeit, Einzelfund Neuzeit | 60150              |           |      |
| Wriezen (Lage)                | 12                | Gräberfeld Eisenzeit | 60151              |           |      |
| Wriezen (Lage)                | 12                | Einzelfund deutsches Mittelalter, Einzelfund Neuzeit, Siedlung Bronzezeit, Siedlung Eisenzeit | 60152              |           |      |
| Wriezen (Lage)                | 11, 12            | Siedlung Bronzezeit, Siedlung Eisenzeit | 60153              |           |      |
| Wriezen (Lage)                | 9                 | Mühle deutsches Mittelalter, Mühle Neuzeit | 60155              |           |      |
| Wriezen (Lage)                | 12                | Siedlung Bronzezeit, Siedlung Urgeschichte | 60156              |           |      |
| Wriezen (Lage)                | 9, 10             | Mühle Neuzeit | 60158              |           |      |
| Wriezen (Lage)                | 4, 6, 12, 14      | Siedlung Bronzezeit, Siedlung römische Kaiserzeit, Siedlung Eisenzeit, Dorfkern deutsches Mittelalter, Dorfkern Neuzeit, Münzfund deutsches Mittelalter, Vorstadt Neuzeit                                                                  | 60159              |           |      |
| Wriezen (Lage)                | 6                 | Friedhof Neuzeit, Siedlung Eisenzeit | 60160              |           |      |
| Wriezen (Lage)                | 11                | Burgwall slawisches Mittelalter | 60161              |           |      |
| Wriezen (Lage)                | 2, 5, 6, 7, 8, 18 | Altstadt deutsches Mittelalter, Siedlung Eisenzeit, Grab deutsches Mittelalter, Gräberfeld Bronzezeit, Siedlung Bronzezeit, Altstadt Neuzeit                                                                                               | 60940              |           |      |
| Altwriezen (Lage)             | 1, 3, 4           | Dorfkern deutsches Mittelalter, Dorfkern Neuzeit | 60025              |           |      |
| Altwriezen (Lage)             | 1                 | Siedlung slawisches Mittelalter | 60028              |           |      |
| Altwriezen, Beauregard (Lage) | 3, 1, 3           | Gräberfeld Eisenzeit, Gräberfeld römische Kaiserzeit | 60026              |           |      |
| Biesdorf, Lüdersdorf (Lage)   | 2, 5              | Gräberfeld Bronzezeit, Gräberfeld Eisenzeit, Mühle deutsches Mittelalter, Mühle Neuzeit | 60042              |           |      |
| Biesdorf, Lüdersdorf (Lage)   | 2, 3, 5           | Dorfkern deutsches Mittelalter, Dorfkern Neuzeit | 60433              |           |      |
| Frankenfelde (Lage)           | 2, 5              | Dorfkern deutsches Mittelalter, Dorfkern Neuzeit, Friedhof deutsches Mittelalter, Friedhof Neuzeit | 60086              |           |      |
| Frankenfelde (Lage)           | 1                 | Siedlung Eisenzeit | 60798              |           |      |
| Haselberg (Lage)              | 3                 | Dorfkern deutsches Mittelalter, Dorfkern Neuzeit | 60091              |           |      |
| Haselberg (Lage)              | 1                 | Siedlung Neuzeit | 60132              |           |      |
| Lüdersdorf (Lage)             | 7                 | Dorfkern deutsches Mittelalter, Dorfkern Neuzeit, Gräberfeld Bronzezeit | 60115              |           |      |
| Rathsdorf (Lage)              | 1, 3              | Gräberfeld Bronzezeit, Einzelfund deutsches Mittelalter, Siedlung Bronzezeit, Siedlung Eisenzeit, Einzelfund slawisches Mittelalter | 60127              |           |      |
| Rathsdorf (Lage)              | 1                 | Gräberfeld Bronzezeit, Gräberfeld Eisenzeit, Gräberfeld römische Kaiserzeit | 60128              |           |      |
| Rathsdorf (Lage)              | 2                 | Siedlung Neuzeit | 60129              |           |      |
| Rathsdorf (Lage)              | 2                 | Siedlung Urgeschichte | 60130              |           |      |
| Rathsdorf (Lage)              | 3                 | Siedlung slawisches Mittelalter, Siedlung Bronzezeit, Einzelfund Paläolithikum, Einzelfund deutsches Mittelalter, Kreisgrabenanlage Bronzezeit, Grab Mesolithikum, Siedlung Neolithikum, Siedlung Eisenzeit, Kreisgrabenanlage Neolithikum | 60131              |           |      |
| Rathsdorf (Lage)              | 1, 3              | Gräberfeld Eisenzeit, Gräberfeld römische Kaiserzeit | 60132              |           |      |
| Rathsdorf (Lage)              | 1                 | Siedlung slawisches Mittelalter, Siedlung Eisenzeit | 60133              |           |      |
| Rathsdorf (Lage)              | 1                 | Dorfkern Neuzeit, Einzelfund Urgeschichte, Siedlung Bronzezeit, Siedlung Eisenzeit, Siedlung deutsches Mittelalter | 60134              |           |      |
| Schulzendorf (Lage)           | 1, 2              | Einzelfund Urgeschichte | 60140              |           |      |
| Schulzendorf (Lage)           | 1                 | Siedlung slawisches Mittelalter | 60141              |           |      |
| Schulzendorf (Lage)           | 2                 | Siedlung Bronzezeit, Siedlung Eisenzeit, Dorfkern deutsches Mittelalter, Dorfkern Neuzeit | 60142              |           |      |